# منتخب الغابون الأولمبي لكرة القدم
منتخب الغابون الأولمبي لكرة القدم (بالفرنسية: Équipe du Gabon olympique de football)‏ هو ممثل الغابون الرسمي في المنافسات الدولية في كرة القدم في الألعاب الأولمبية
.